# Croton urucurana
El sangre de drago (Croton urucurana Baillon) es una especie de árbol de la familia de las euforbiáceas.

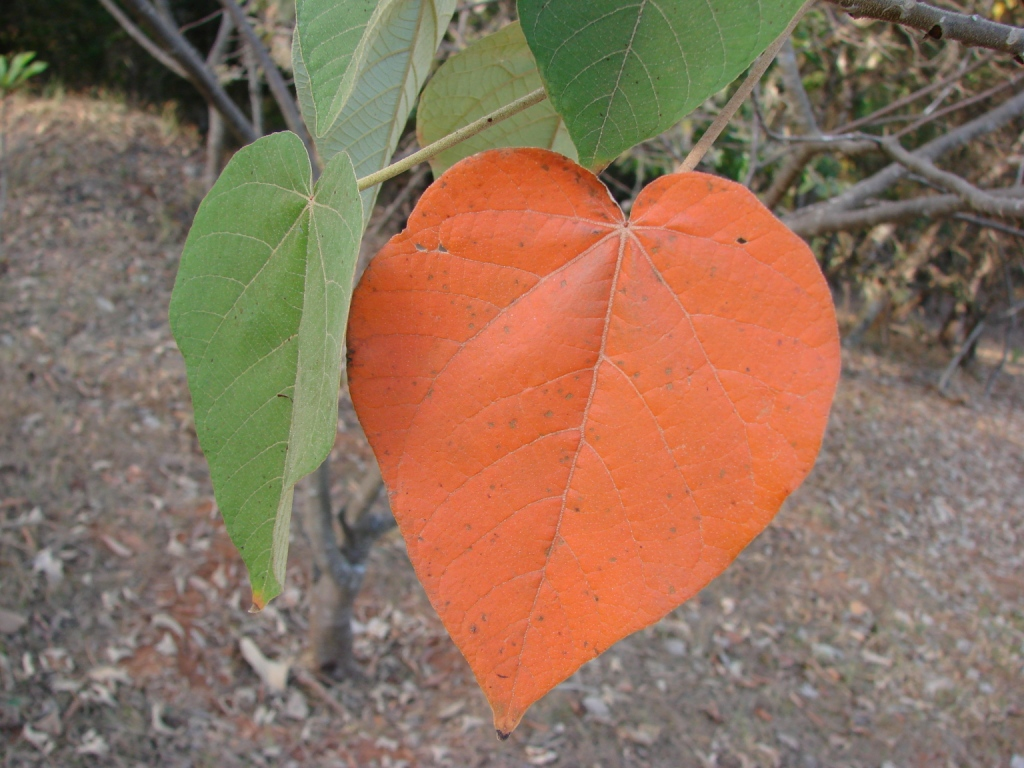
Hojas

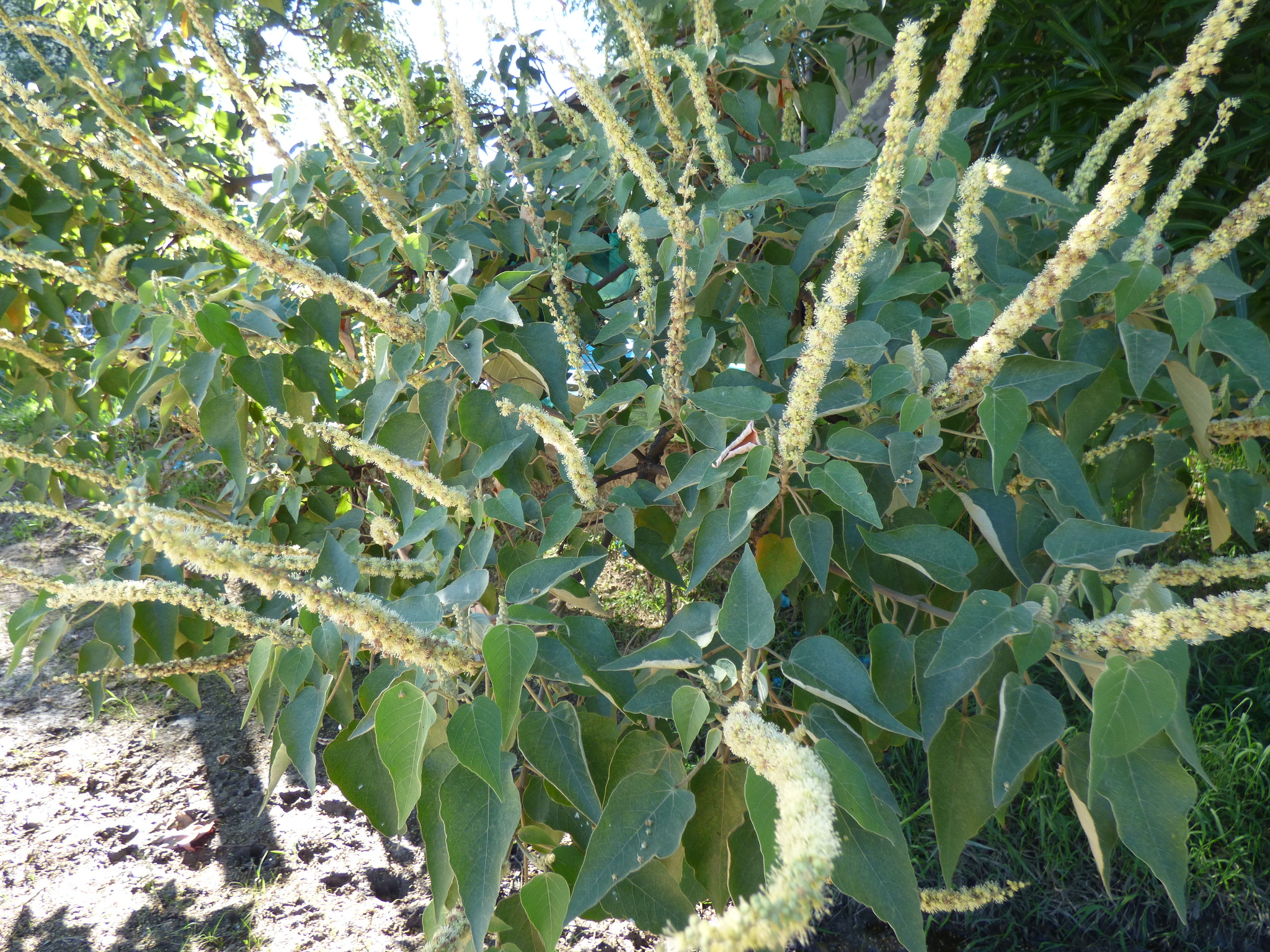
Croton urucurana, Sangre de drago.Inflorescencia y follaje

## Descripción
Es un árbol nativo sudamericano de porte pequeño a mediano, tronco de corteza fina color castaño grisáceo que al ser herida exuda un látex color rojizo. Follaje verde claro de hojas simples de forma acorazonada, alternas y de bordes lisos que llegan a superar los 10 cm de largo. Las flores son blanquecinas, en espigos pequeños.

La especie prefiere suelos húmedos, es frecuente encontrarla en inmediaciones de cursos de agua.
Se lo conoce vulgarmente como sangre de dragón; urucurá / uruku-ra; copaiba; ivirá caá-verá; sangra d’ água (Brasil); jawaniney; huachipaeri (Perú); balsa macho; palo de drago; huambo; tapa roja; telandilla; zangrado.

## Origen del nombre
El nombre "sangre de drago" se debe al látex que exuda y se remonta a la colonización de los españoles en América, cuando en las primeras expediciones de reconocimiento de especies vegetales se identificaron algunos árboles que exudaban una resina similar a la denominada "sanguis draconis" en el Viejo Mundo.
Posteriormente se determinó que dichas especies pertenecían al género Croton.

## Usos
El látex que suda tiene aplicaciones en la medicina popular para el tratamiento de las heridas y úlceras cutáneas.
La sangre de drago es una medicina muy popularizada en Perú, Ecuador y Colombia que se puede encontrar en mercados, ferias artesanales y comercios naturistas.

## Morfología

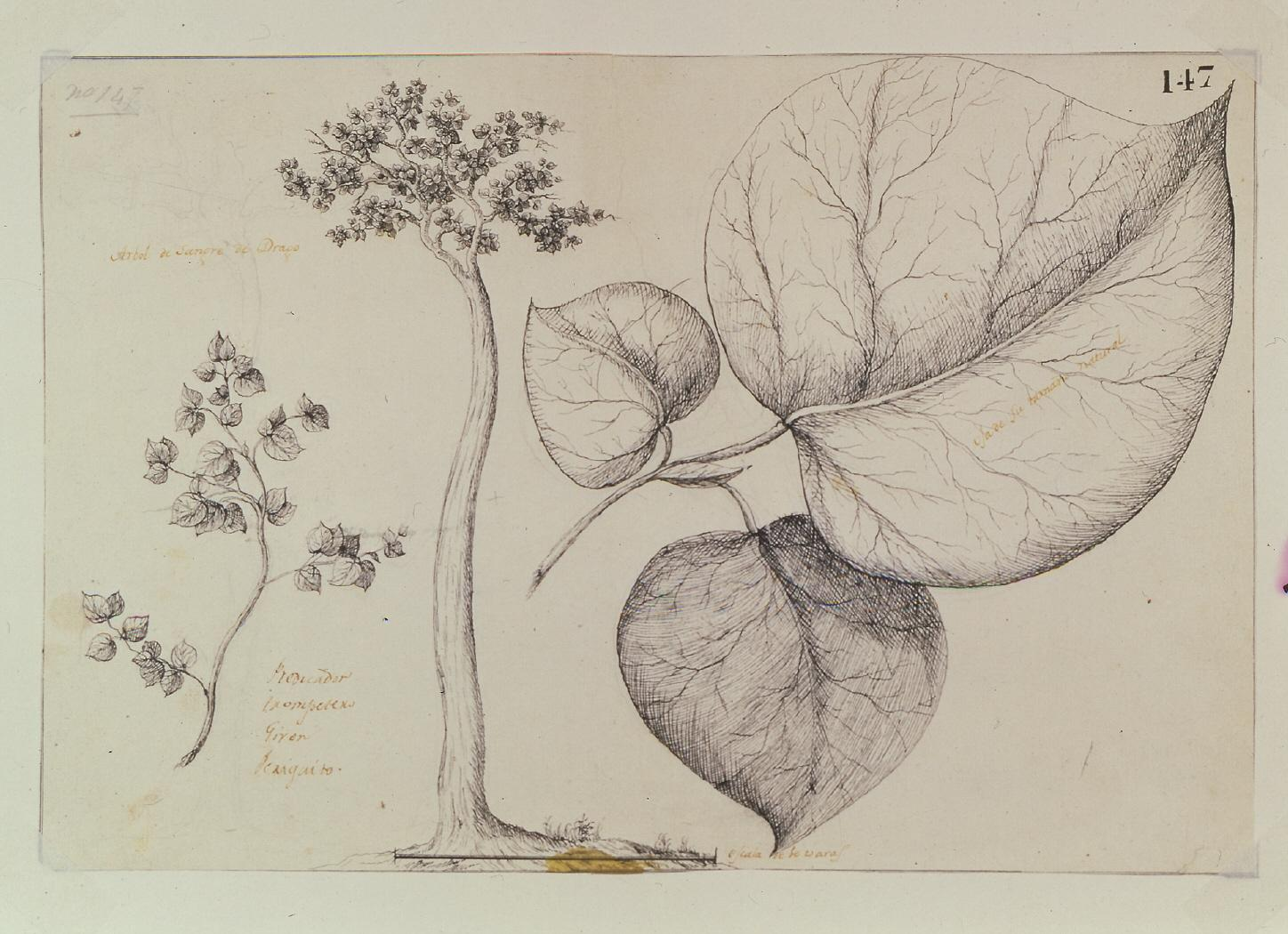
Dibujo del árbol Sangre de Drago y sus hojas realizado durante la expedición Malaspina, que tuvo lugar entre 1789 y 1794.

El género Croton está conformado por arbustos o árboles pequeños y medianos de hasta 25 m; monoicos; con savia de color amarillo-rojizo; hojas enteras, dentadas, raramente lobuladas; inflorescencia en racimos o espigas axilares o terminales; fruto esquizocárpico; semillas lisas o con una pequeña carúncula notoria. Es un género cosmopolita; en América Tropical y Subtropical se han identificado unas 400 especies, varias de las cuales son venenosas y otras tienen aplicación médica.

## Hábitat y cultivo
En la Región Amazónica, especialmente en Colombia, Ecuador, Perú, Bolivia y también en Argentina,Paraguay se conocen con el nombre de "sangre de drago" a unas pocas especies de Croton productoras de una resina de color sangre en la que se han identificado varias propiedades medicinales. En Colombia se obtiene la resina especialmente de C. funckeanus, que es un árbol pequeño de 3 a 5 m de altura; en el Ecuador de C. lechleri, que es un árbol de hasta 25 m de alto con un tronco de 40 a 50 cm de diámetro conocido entre los quichuas como "lan huiqui" y entre los cofanes como "masujin". En el Perú se han reportado cinco especies de Croton designadas popularmente como "sangre de drago", de las cuales dos han recibido especial atención por parte de los investigadores: C. palanostigma Klotsch y C. lechleri Muell. Arg. En Bolivia C. draconoides Muell. Arg., conocida como "sangre de drago" en Pando y Beni, es un árbol pequeño con savia amarillo-rojiza usada como cicatrizante y para el dolor de estómago e hígado (García Barriga, 1992,II: 91-93; Neill, 1988; Pérez et al., 1988; Killeen et al., 1993: 297-299).
Es muy común en el valle aluvial del gran Río Paraná. En algunas ciudades ubicadas en islas y arroyos del Paraná Medio, como la subtropical Santa Fe, se lo ve en parques y jardines por su follaje.[cita requerida]

## Taxonomía
Croton urucurana fue descrita por Henri Ernest Baillon y publicado en Adansonia 4: 335. 1864.
Etimología
Ver: Croton
urucurana: epíteto
Sinonimia
- Croton dracona Larrañaga
- Croton paulinianus Müll.Arg.
- Croton succiruber Parodi
- Croton urucurana var. albidus Müll.Arg.
- Croton urucurana var. draconoideus Müll.Arg.
- Oxydectes pauliniana (Müll.Arg.) Kuntze
- Oxydectes urucurana (Baill.) Kuntze[2][3]